# Erycia vanessae
Erycia vanessae är en tvåvingeart som beskrevs av Robineau-desvoidy 1850. Erycia vanessae ingår i släktet Erycia och familjen parasitflugor.
Artens utbredningsområde är Frankrike. Inga underarter finns listade i Catalogue of Life.